# Château de la Vezouzière
Le château de la Vezouzière est un château français inscrit aux monuments historiques situé à Bouère, dans le département de la Mayenne et la région des Pays de la Loire. Il est situé à 2 kilomètres au Sud-Est du bourg.

## Désignation[1]
- H. de Veissosère, 1234 (Archives départementales de la Sarthe, Inventaire Bilard, t. I, n° 307).
- P. de la Voisousière, 1390 (Archives départementales de Maine-et-Loire, E. 2.444).
- P. de la Vaisousière, 1385 (Archives nationales, X/1a. 11, f. 41).
- Vezouzière, 1680 (Archives départementales de la Mayenne, B. 2.888).
- La Vezouzière, château, étang (Hubert Jaillot).
- La Vesousière, château, futaie (Carte de Cassini).

## Histoire
Fief et domaine mouvant de la châtellenie de Bouère et qui en devint le centre par l'acquisition de 1530. 
On lit dans un mémoire informe de 1471 que la Vezouzière et la Trotterie étaient « parties » de la seigneurie du Plessis-Bourreau de Bierné. Le 25 mai 1832, les insurgés royalistes occupèrent le château.
Le chartrier de la Vezouzière a disparu en partie depuis le milieu du XIXe siècle ; Jeanne de Bourdeille y avait réuni en 1631 les titres de Bouère et de Grez. Thorode avait exploré ce chartrier. Le 22 avril 1795, cinq brigands se font livrer de l'argent.  Le ministre de la police ordonne de rechercher à la V. « une correspondance compromettante et des armes cachées sous terre » 25 juillet 1800. Le préfet ne trouva rien.

## Architecture
Les façades et les toitures, la chapelle, la clôture du tapis vert avec le portail et sa grille, sont inscrites au titre des monuments historiques depuis le 10 août 1977.

## Chapelle
Une chapelle de la Vezouzière avait été fondée dans l'église de Bouère dès 1439 par Jean, Jeanne et Marie du Matz. Jean du Matz, évêque de Dol, fonda au château, le 31 juillet 1554, la chapelle de Notre-Dame de Bonnes-Nouvelles, dotée du lieu de la Fouillée, et René de la Dufferie, en 1652, y ajouta la Richardière. Jacques Alès de Brizay ajouta encore deux ordinaires de messes en 1714. 

## Sources et bibliographie
- « Château de la Vezouzière », dans Alphonse-Victor Angot et Ferdinand Gaugain, Dictionnaire historique, topographique et biographique de la Mayenne, Laval, A. Goupil, 1900-1910 [détail des éditions] (BNF 34106789, présentation en ligne)